# Le Retour de la communauté de l'anneau des deux tours
Le Retour de la communauté de l'anneau des deux tours (The Return of the Fellowship of the Ring to the Two Towers en version originale) est le treizième épisode de la sixième saison de la série animée South Park, ainsi que le 92e épisode de l'émission.

## Synopsis
Les parents de Stan veulent prêter une cassette du Seigneur des Anneaux à la famille de Butters car celui-ci voudrait la voir. Ils la confient donc aux enfants (Stan, Kyle, Cartman et Kenny qui est dans le corps de Cartman) qui sont déguisés en personnages du style heroic fantasy et profitent de leur absence pour regarder l'autre cassette qu'ils ont louée et qui s'avère être un film pornographique. Mais ils découvrent avec stupeur qu'ils ont interverti les deux cassettes. S'ensuit une course contre la montre pour récupérer la cassette et réparer les dégâts causés par le visionnage du film X.

## Guest star
- Evan Stone (capture d'écran)